# Røde Orm
Røde Orm er en todelt historisk eventyrroman skrevet af den svenske forfatter Frans G. Bengtsson. Første del, Søfarer i Vesterled, udkom i 1941 mens anden del, Hjemme i Østerled', udkom i 1945. Historien foregår i Vikingetiden og skildrer vikingen "Orm Tostesson"s eventyr.
Røde Orm blev ved en afstemning i det svenske litteraturprogram Röda rummet på Svensk tv kåret til det 20. århundredes tredjemest betydende svenske bog.[kilde mangler] En lignende afstemning hos Sveriges biblioteksvæsen placerede Røde Orm på en syvendeplads blandt århundredets svenske bøger.

## Værkets tilblivelse
Frans G. Bengtsson har i essayet Hur Röde Orm blev till, der posthumt blev udgivet i samlingen Folk som sjöng, fortalt om bogens tilblivelse. Ideen til "fortællingen" (Bengtsson foretrækker dette ord frem for "roman") siges at være kommet af nysgerrighed over oprindelsen af gamle nordiske kongenavne, i første omgang den danske konge Harald Blåtand's. Efter at have forestillet sig Kongen med store stødtandslignende tænder og ulidelig tandpine i en drøm, ville han skrive disse tanker ned. Men for at undgå en novelle, som han følte ville være "farceagtig", betragtede han kun dette som en enkeltstående episode i en længere historie.
Han indså også, at Europa på dette tidspunkt var fyldt med "tiltalende personligheder", der kunne bruges. Det omfattede blandt andet ifølge Bengtsson, den muslimske rigsforstander Almansur i Al-Andalus, Spanien; "Uden ham ville Røde Orm aldrig være blevet til." Efter at have besluttet sig for at inkludere disse to historiske figurer i en episode relateret til hver af dem, begyndte han sit skrivearbejde i så lavt et tempo, at tredive maskinskrevne linjer ifølge Bengtsson var "et stateligt dagsværk".
Frans G. Bengtsson blev engang spurgt, hvad hans intention med Røde Orm var. "Åh, ikke noget særligt," svarede han; "Jeg har bare villet skrive en læseværdig bog, som folk ikke får lyst til at smide ind i væggen, men uden en dyb underliggende litterær dagsorden. Noget i retning af Odysseen og De tre musketerer...". Dette ifølge Sven Stolpe i Frans G. Bengtsson – En minnesbok af Germund Michanek.

## Stilen
Frans G. Bengtsson havde bestemte holdninger til visse stilistiske træk ved datidens romaner, hvis psykoanalyser han foragtede, idet han blandt andet mente, at de reducerede historiens realisme. Ifølge Bengtsson ville det være nok at fortælle, hvad folk "siger, hvad de gør, og hvordan de ser ud". Desuden mente han, at de nye verbumformer, hvori flertal ikke er markeret, bl.a. indført af Selma Lagerlöf i det svenske skriftsprog, var forkastelige. Det er derfor ikke overraskende, at han forsøgte at skrive Røde Orm, så en psykologisk analyse ville være helt fraværende, og hvor flertalsformerne kun ville forekomme, hvor de var berettigede, selv i dialoger. Derudover forsøgte han at undgå "overflødige adjektiver" og kun bruge dem, når disse virkelig kom med vigtig information i historien. Stilen minder om de oldnordiske eventyr i design. Sproget i bogen er derfor hårdt og ofte kortklippet. Situationer beskrives ikke mere detaljeret end nødvendigt for at flytte plottet fremad. Bengtsson bruger også denne tilgang til at skildre humoristiske scener.

## Handling
Bogen handler om skåningen Orm Tostesson, der kaldes "Røde Orm" på grund af sin hårfarve. I historien følger man hans liv og rejser. Efter at være blevet tvunget ombord på et plyndringsskib, bliver han venner med de røvende vikinger og bliver en vigtig hjælp i plyndringen af et slot i Galicien. Kort efter bliver han taget til fange og ført til datidens muslimske Spanien, hvor han først bliver galajslave (hvilket gør ham venstrehåndsdygtig), og derefter bliver han livvagt for herskeren Almansur, efter at det kom frem, at han og vennen Toke tidligere havde reddet Almansurs nuværende gemalinde Subaida. Af hende får de hver et sværd, som de kalder "Blåtunge" og "Rødnæb".
Orm vender tilbage til Danmark og aflægger julebesøg ved Harald Blåtands hof i Jelling, hvor Orm udmærker sig i en tvekamp.
Under et vikingetogt til England lader han sig kristne, og da han kommer hjem, trækker han sig tilbage til Göinge-skovene for at undgå Svend Tveskægs vrede. Han stifter familie med Ylva, Kong Haralds datter, og lever godt i skovriget i flere år, indtil hans bror Are vender tilbage efter mange år i byzantinsk kejsertjeneste. Are fortæller, hvor han har gemt det bulgarske guld, en stor skat, og Orm tager sammen med sin søn, Svarthøfde, ud på endnu en rejse for at bringe det hjem.

## Forskellige versioner af Røde Orm

### Oversættelser
På Libris er der anført 24 oversættelser af Røde Orm: afrikaans, dansk, engelsk, esperanto, estisk, finsk, fransk, færøsk, hollandsk, islandsk, italiensk, japansk, kroatisk, lettisk, litauisk, norsk, polsk, rumænsk, russisk, slovensk, tjekkisk, tysk, ungarsk og vietnamesisk.

### Lydbøger
Foruden det klassiske hardback-format, findes Røde Orm også på lydbog. Radio- og tv-vært Kaj V. Andersen lavede en indtaling af bogen i 1975, mens en nyere version af Thomas Gulstad er indtalt i 2012.

### Film
I 1964 udkom en engelsk-jugoslavisk filmatisering, Røde Orm og Langskibet. Filmen har få ligheder med bogen. I 2014 lancerede Film i Väst og Zentropa i fællesskab, at de ville lave to spillefilm om Røde Orm med Stellan Skarsgård i hovedrollen. Projektet blev dog skrinlagt nogle år senere.

### Teater
I 2017 indgik Det Kongelige Teater, Moesgaard Museum og Aarhus 2017 (kulturby) et samarbejde om et udendørs Røde Orm-skuespil. I løbet af forsommeren havde i alt 92.000 tilskuere set stykket ved Moesgaard Museum, der gik hen og blev én af de mest velbesøgte kulturbegivenheder ved kulturbysarrangementet. I rollerne medvirkede Andreas Jebro, Joen Højerslev, Lars Simonsen, Allan Helge Jensen, Michael Brostrup, Rasmus Hammerich, Jens Andersen, Rasmus Botoft, Lars Lohmann, Lise Koefoed, Martin Hestbæk, Steffen Eriksen, Søren Poppel, Jakob Hannibal og Christine Gjerulff. Året efter (2018) blev samme stykke opført i Ulvedalene i Dyrehaven nord for København.

### Tegneserie
Charlie Christensen har sammen med Patric Nyström lavet Søfarer i Vesterled om til en tegneserie med titlen Røde Orm, som er blevet udgivet i fire separate albums, men findes også i ét samlet bind. Peter Englund har skrevet forordet til Christensens tegneserie.